# Giacomo Zanguidi
Giacomo Zanguidi ou Jacopo Zanguidi ou Jacobo Bertoja, dit Bertoia (Parme, 25 juillet 1544 - Parme, 1574), est un peintre italien maniériste de l'école de Parme à la fin du XVIe siècle, fortement influencé par Parmigianino.

## Biographie
Giacomo Zanguidi doit avoir étudié auprès de Lorenzo Sabatini à Bologne.
Il fut commissionné par le cardinal Alexandre Farnèse en 1572-1573 à la Villa Farnèse de Caprarola pour remplacer Taddeo Zuccari et terminer les peintures des galeries  (Sale del Giudizio, della Penitenza, dei Sogni et Anticamera degli Angeli), et avec Federico Zuccari en 1574 pour la Sale di Ercole.

## Œuvres
- Décorations des Sala del Bacio et Sala di Orfeo au Palazzo del Giardino, Parme.
- Entrée du Christ à Jérusalem, fresques des murs de l'Oratorio del Gonfalone, Rome.
- Vierge à l'Enfant  (1565-1570), musée Capodimonte de Naples et études pour  Le Rêve de Jacob (1546) au revers
- Sale del Giudizio, della Penitenza, dei Sogni, Anticamera degli Angeli (1572-1573), Villa Farnèse de Caprarola,
- Sala di Ercole avec Federico Zuccari (1574), Villa Farnèse de Caprarola,
- Natività di Cristo con l’adorazione dei Magi, vitrail de la rosace
- Vénus conduite par l'Amour vers Adonis mort, 1560-1566, toile, 120 × 92 cm, Musée du Louvre, Paris[1]
- Dessins au Fitzwilliam Museum, Cambridge,
- Dessins au Département des Arts Graphiques du Louvre.
- La Naissance de la Vierge, Musée Magnin, Dijon

## Sources
- (en) Cet article est partiellement ou en totalité issu de l’article de Wikipédia en anglais intitulé « Jacopo Bertoia » (voir la liste des auteurs).

- Jean-Claude Lebensztejn, La Maison du Sommeil, Paris, Éditions de l'INHA, coll. « Dits », 2018, 48 p.  (ISBN 978-2-917902-45-5).